# アソブログ
アソブログ（Asoblog）とは、NHN Japan（現：LINE株式会社）が運営していたインターネットサービス。同社が運営するオンラインゲームサービス「ハンゲーム」によって培われたインターネットゲームのノウハウと、「CURURU」（旧「NAVERブログ」）によって得たブログサービスのノウハウとを統合した新機軸のサービスとして、2006年5月15日に開始された。2007年1月15日には会員数10万人を突破したが、短期間で撤退し、2007年6月6日18時をもってサービス終了した。

## 概要
アソブログとは「遊ぶ」と「ブログ」を組み合わせた造語であり、インターネットゲームとブログの要素を融合させたサービスであることを表す。「安心して遊べるインターネットサービス」というポリシーで運営されていた。「大人版ハンゲーム」とでもいうべき存在で、ハンゲームと異なり会員登録の際はメール認証が必要であった点が大きく異なる。
またハンゲームと異なりアバターが存在せず、アバターの代わりに、アイコンとアソブログIDと簡単な自己紹介が記入できる「名刺」が存在した。
ゲームはハンゲームでサービスされているカジュアルゲームの一部に加え、アソブログユーザー限定でプレイが可能なゲームもいくつかあった。
また、ブログとゲームを融合させたメリットを活用し、ゲーム終了時にプレイ結果を自動でブログに記録する機能があり、ゲームのランキングをブログに表示するなどして、ブログの素材として使用できるような設定になっていた。
アソブログ内には「チップ」と呼ばれるものが存在しており、ゲームの対戦結果で増減するほか、ブログの閲覧者数や友人数に応じて増える仕組みになっていた。集めたチップは「チップで交換所」で賞品の抽選に応募するために使うことができた。
サービスはすべて無料。ブログのスキンを有料サービスとして展開することを想定して「アイテムショップ」がサイト内に存在するが、すべて価格は0円、利用期限は無期限になっている。

### スタッフブログ
5名のスタッフブログが存在した。
- アソブログ編集長
- アソブログ部長（後に元部長）
- アソブログGP（ゲームプロデューサー）
- アソブログEP（イベントプロデューサー）
- アソブログCP（コンテンツプランナー）

## ゲーム
基本的にハンゲームで提供されているゲームであるが、「※」が付いているもの（の一部）はハンゲームでは提供されていなかった。ハンゲームで提供されているゲームでもデザインや演出が変更されていたり、自動的に対戦相手が組み合わされる機能が提供されている点が異なる。

### 対戦系
対戦ゲームでは対戦相手は自動選択が基本となっており、一部のゲーム（現時点では麻雀のみ）でのみ自由選択とすることができる。これはチート対策と実力が近いもの同士を対戦させるためのものであるが、参加者が少ない場合には十分に機能しないこともある。
また自動選択にはチャットも存在しないので対戦に集中できる。これはチャットに慣れていない大人の層への配慮である。
- オセロ
- 将棋
- 麻雀
- 七ならべ
- 大富豪

### 一人遊び系
- セイムパズル
- ミニゲーム※Flashゲーム集

### ギャンブル系
- ルーレット※
- パチンコ
  - チェリーザキッド※リリース当時はアソブログのみの提供だったが、後　ハンゲームへ提供開始
  - 大甲賀のピンキー
  - Flamingo Carnival
  - Record Breaker
  - ロード・オブ・ザ・セブンFZ
  - ロード・オブ・ザ・セブン
  - Girlie パイレーツ
  - スパイXtreme
  - 銀河番長